# Crédit foncier de France
Pour les articles homonymes, voir CFF (homonymie).
Ne doit pas être confondu avec Crédit immobilier de France.
Le Crédit foncier de France (CFF) était un organisme financier spécialisé dans le financement de l'immobilier en France, filiale du groupe bancaire BPCE. Son activité commerciale s'arrête en 2019. Fondé en 1852, il était appelé par les salariés et les clients : « La vieille dame de la rue des Capucines », en référence à la localisation historique du siège social.

## Histoire
| |  |  |
| À gauche, l’entrée du Crédit foncier de France au 19 rue des Capucines en 1913 et à droite, la même entrée en 2011. |  |  |

Le président de la République Louis-Napoléon Bonaparte, après son coup d'État du 2 décembre 1851, décrète le 28 février 1852 la création de Sociétés de crédit foncier. Il cherche ainsi à résoudre le manque de financement des activités agricoles. Des prêts hypothécaires étaient traditionnellement proposés par les notaires aux épargnants voulant investir, mais dès 1840 l'expansion des obligations pour le financement des chemins de fer se fait au détriment du monde agricole. Les sociétés de crédits fonciers peuvent également émettre des obligations pour le monde rural.
Xavier Branicki (1816-1879), membre d'une famille de magnats polonais, exilé politique en France, propriétaire du château de Montrésor, confident de la famille Bonaparte et associé de James de Rothschild, avait conseillé Napoléon III sur la manière d'initier un projet de développement rural à l'aide d'un système d'hypothèques (en substance sur la création d'une banque foncière). Il en avait fait l'expérience en Ukraine, Empire russe. Il s'associe avec Louis Wolowski, né à Varsovie, naturalisé Français en 1836 pour créer le 28 mars 1852 la « Banque foncière de Paris », première société de crédit foncier en France qui devient le 10 décembre 1852 le « Crédit foncier de France ». Branicki devient un des principaux actionnaires et Wolowski en est le directeur général jusqu’en juillet 1854. Le capital initial est de 25 millions de francs et sa zone d'activité étendue à la France entière à partir de 1856.
Il s'agit alors d'organiser le crédit hypothécaire en France à l'image des banques hypothécaires allemandes instituées à la fin du XVIIIe siècle. Dès l'origine, le statut de société de crédit foncier de l'établissement se caractérise par un mécanisme de prêts hypothécaires amortissables à long terme adossés à un financement obligataire.

### Localisation historique
À sa création en 1852, le Crédit foncier a pour siège l’hôtel Castanier et l’hôtel des Vieux, deux hôtels particuliers du début du XVIIIe siècle situés dans la rue des Capucines.
En 1896, la banque fait également l’acquisition de l’hôtel d'Évreux, place Vendôme.
En 2003, l’émir du Qatar acquiert pour 250 millions d’euros l’ensemble du patrimoine immobilier du Crédit foncier de France : l’hôtel Castanier, l’hôtel des Vieux, l’hôtel d’Evreux et le pavillon Cambon.

### Le lancement: 1853-1870
En 1852, des sociétés de crédit foncier sont créées, avec pour objet de consentir des prêts immobiliers, garantis par une inscription hypothécaire de 1er rang. Elles peuvent émettre des obligations ou des lettres de gage. La première société de crédit foncier est la Banque foncièrCharles Philippe Henri de Noaillese de Paris qui prend rapidement le nom de « Crédit foncier de France ». Les fondateurs sont Bartholoni, Drouyn de Lhuys, Faucher, comte Braniski, prince Sapieha, d'Eichthal, Benoist d'Azy, duc de Mouchy, Kergorlay, Pereire, Thibaut, Ladoucette, Gasparin, Paccard-Dufour, Waru, Plancy, Fould, Passy, Aymé Stanislas Darblay, Auguste Rodolphe Darblay, Javal, comte de Chappedelaine, Hély d'Oissel, Cotelle, Lavergne, comte de Brosses, général-comte Dunin-Vonzonicz, Charles Rhoné, Renneville, Adolphe Dailly et Wolowski.
En 1854, le Crédit foncier de France est doté d’un statut analogue à celui de la Banque de France. En 1858, le Crédit foncier de France octroie des prêts de drainage pour le compte de l’État. La Loi du 6 juillet 1860 autorise le Crédit Foncier de France à financer les collectivités locales. En 1869, il émet une première série de 75 000 obligations communales pour faire des prêts aux départements, aux communes et aux associations syndicales. Il devient un partenaire essentiel de l’État en participant notamment au financement des travaux d'Haussmann.
En 1868, le Crédit foncier de France est la première banque de dépôt en France. En 1870, il participe à l’indemnisation rapide des propriétaires victimes de la guerre franco-allemande de 1870. Il est l’un des établissements se portant garant de l’emprunt d’État destiné à payer l’indemnité de 5 milliards de francs or imposée par le traité de paix.

### Le développement: 1871-1914

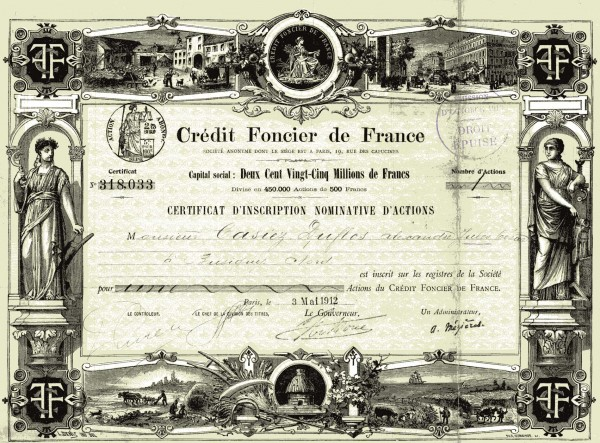
Certificat d'inscription d'action du Crédit foncier de France.

En 1874, le Crédit foncier de France escompte les billets hypothécaires maritimes, en faveur des banquiers des armateurs. En 1885, l'établissement est sollicité par les pouvoirs publics pour financer la construction des établissements scolaires prévus par la loi du 20 juin : les « écoles Jules-Ferry ». En 1890, il devient le premier prêteur des collectivités locales.

### Les deux guerres: 1914-1945
En 1928, la loi du 1er août autorise le Crédit foncier à consentir des prêts hypothécaires maritimes, permettant la modernisation de la flotte marchande française. En 1936, les pouvoirs publics consentent au Crédit foncier une avance de 3 milliards de francs pour laquelle il sert au Trésor un intérêt à taux réduit. En échange, il s’engage à octroyer des prêts aux collectivités publiques, des prêts fonciers et maritimes, à des taux préférentiels. En 1945, le Crédit foncier gère le Fonds national pour l’amélioration de l’habitat (FNAH) mis en place par l’État. Il a pour vocation de faciliter les travaux de réparation, d’assainissement et d’amélioration des immeubles d’habitation.

### L'expansion: 1945-1985
En 1946, le Fond forestier national est créé, il est géré par le Crédit foncier. La loi du 28 octobre 1946 sur les dommages de guerre est votée, le Crédit foncier consent des prêts dans ce cadre pour la reconstruction des immeubles sinistrés. En 1947, il consent des prêts aux propriétaires de bateaux de navigation intérieure. En 1950, l'établissement participe à la reconstruction. Il finance les primes et les prêts à long terme à la construction bénéficiant de la garantie de l’État. Le décret du 9 août 1953 crée les prêts complémentaires aux fonctionnaires, consentis, notamment, par le Crédit Foncier. En 1954, il participe à la mise en place d’un Fonds de garantie des prêts spéciaux à la construction.
En 1962, l'établissement consent des prêts sur aéronefs. En 1965, il gère pour le compte de l’État le versement des primes d’épargne logement. Les prêts spéciaux différés (PSD) sont créés.
La loi du 23 septembre 1966 institue le marché hypothécaire dont le Crédit Foncier assure l’organisation, la tutelle et la régulation.
Le décret et l'arrêt du 24 janvier 1972 substituent les prêts immobiliers conventionnés (PIC) aux prêts spéciaux différés. En 1973, la Société d’études immobilières et d’expertises foncières (SEIEF) est créée, son appellation commerciale sera Foncier Expertise, à compter de 1993. En 1975, le Crédit foncier participe à la création de Crédit logement, société de Place, qui cautionne des crédits immobiliers aux particuliers. La Loi du 3 janvier 1977 institue les Prêts à l’accession à la propriété (PAP), les Prêts locatifs aidés (PLA), et les Prêts conventionnés (PC), financés par le Crédit Foncier. Les Prêts conventionnés remplacent les Prêts immobiliers conventionnés (PIC).
Par la loi bancaire du 24 janvier 1984, le Crédit Foncier acquiert le statut d’Institution financière spécialisée chargée d’une mission d’intérêt public.

### La diversification des activités: 1985-1995
En 1985, la Caisse de refinancement hypothécaire (CRH) est créée avec la participation du Crédit foncier. La CRH refinance les crédits immobiliers accordés au moyen d’émissions d’obligations de longue durée garanties par l’État. Le crédit est désencadré. L’Auxiliaire du crédit foncier est créée, elle accompagne le redéploiement de l’établissement vers les prêts concurrentiels.
En 1986, Foncier Habitat est constitué. Il regroupe les participations majoritaires du Crédit foncier détenues dans des sociétés anonymes d’HLM. L’État amorce son désengagement du financement immobilier. La concurrence des banques de dépôt dans ce domaine s’accroît.
En 1987, le Crédit foncier revient sur le marché des prêts aux collectivités locales après une absence de 30 ans liée à la gestion des prêts spéciaux.
En 1988, le Crédit foncier développe des partenariats et des coentreprises avec la création de filiales en Espagne, en Grande-Bretagne, en Allemagne, en Italie, aux Pays-Bas et au Portugal.
En 1989, Foncier Assurance est créée, c'est une compagnie d’assurance-vie. Le Crédit foncier participe à la création de la Compagnie financière de l’Arche qui intervient dans tous les secteurs du financement de l’immobilier.
En 1990, la Compagnie foncière de crédit est créée. Elle assure le financement de la promotion immobilière.
En 1991, Foncier Bail, spécialisé dans location d’immeubles à usage professionnel, est créé. Le Crédit foncier est le quatrième prêteur aux collectivités locales après le Crédit local de France, les Caisses d’épargne et le Crédit agricole, avec 6,2 % de parts de marché. Il perd la garantie de l’État sur ses obligations foncières et obtient le AAA des agences de notation.
En 1992, il prend le contrôle intégral de l’Arche, filiale de la Compagnie financière de l’Arche, établissement spécialisé dans les crédits promoteurs et marchand de biens.
Le loi du 4 janvier 1993 assouplissant la législation sur les sociétés de crédit foncier, elle permet l'élargissement de la zone d’activité et diversification des activités du Crédit foncier. En 1993, il crée une société de marchand de biens, Cofimab, pour améliorer le traitement des dossiers impayés du groupe. Il participe à la création du Centre français du patrimoine (CFP). Il réorganise sa gestion du patrimoine foncier : les sociétés foncières cotées sont fusionnées dans la Société des immeubles de France (SIF). Il regroupe des sociétés foncières non cotées sous la dénomination d’Immobilière Foncier Madeleine (IFM). Le groupe Crédit foncier prend une participation de 33,5 % du capital de Gestrim, société d’administration de biens. Le Crédit foncier prend 11,5 % du capital du Comptoir des Entrepreneurs dans le cadre du plan de redressement de ce dernier.
En 1994, le groupe Crédit foncier prend le contrôle de la totalité du capital de Gestrim, qui occupe le troisième rang national sur le marché de l’administration de biens. Il acquiert également la majorité de certaines filiales spécialisées de l’Immobilière Construction de Paris, ensuite regroupées dans l'entité Société investissement construction patrimoine (SICP), dont il détient 72 % du capital. Il prend le contrôle, par l’intermédiaire de l’ACFF, de l’IGI Banque qui reprend la dénomination de Domus Banque. La notation du Crédit foncier est abaissée à AA+ par S&P.

### La crise puis la restructuration: 1995-1999
En 1995, le Crédit foncier est confronté à de graves difficultés financières trouvant leur origine dans la crise de l’immobilier des années 1990 et dans une politique de diversification insuffisamment maîtrisée. La suppression des prêts « PAP » dont il détient un quasi-monopole amplifie la crise. Le nouveau régime des prêts à taux zéro est mis en place, il est susceptible d’être commercialisés par l’ensemble des établissements prêteurs, sous certaines conditions. Les comptes 1995 affichent une perte de 10,8 milliards de francs, après 13,6 milliards de provisions. Les capitaux propres du groupe deviennent négatifs bien que les fonds propres réglementaires restent positifs. La notation S&P du Crédit foncier est abaissée à A-. Dans la foulée, celle de Moody's passe à Baa1.
Par décret du 5 février 1996 Jérôme Meyssonnier est nommé gouverneur. A compter de cette date, le Crédit foncier recentre son activité sur son métier de base, le crédit immobilier, ce qui entraîne une restructuration profonde. Une ligne de crédit de 20 milliards de francs, consentie par la Caisse des dépôts et consignations en janvier et utilisée très partiellement, est remboursée intégralement fin août ; elle permet au groupe de poursuivre son activité. Le ministre des Finances annonce que l’État fera le nécessaire pour qu’à l’issue de sa restructuration, les obligations du Crédit foncier bénéficient à nouveau du AAA des agences. D'importantes cessions d’actifs sont réalisées, dont toutes les filiales internationales. En septembre, la CDC lance une offre publique d’achat sur les actions du Crédit foncier pour le compte de l’État. Devant l’insuccès de sa procédure de cession de titres, l'État français décide de créer une « Caisse du crédit foncier » chargée de gérer l’extinction de l’établissement et de garantir le remboursement des obligations foncières. Une forte mobilisation de l’entreprise et de son personnel, fin 1996 et début 1997, évite un démantèlement. En janvier 1997 le gouverneur Jérôme Meyssonnier est séquestré pendant six jours par le personnel et il faut une médiation pour le libérer.   
En 1997, le résultat net consolidé de l’exercice s’élève à 858 millions de francs.
En 1998, la restructuration accompagnée d’un plan de départ volontaire à la retraite, entraîne la réduction du quart de l’effectif du groupe et, parmi ceux restant, un sur quatre connait une mobilité. Une nouvelle configuration de la Société des immeubles de France (SIF) résulte de la fusion de l’ancienne Société des immeubles de France et de l’Immobilière Foncier Madeleine. Le Crédit foncier propose aux pouvoirs publics le futur cadre légal des nouvelles obligations foncières.
Par décret du 3 février 1999 François Lemasson est nommé Gouverneur du Crédit Foncier de France

### Le renouveau: 1999-2010
Le 25 juin 1999, le Crédit foncier change de statuts est adossé au groupe Caisse d'épargne. François Lemasson est nommé président du Directoire. Le Parlement adopte le cadre légal des nouvelles obligations foncières, ainsi que le nouveau statut des Caisses d’épargne. En juillet, la Caisse nationale des Caisses d’épargne acquiert 90,6 % du Crédit foncier. Le Crédit foncier de la Compagnie de financement foncier, première société de crédit foncier, est créée. Les statuts de société à directoire et conseil de surveillance sont adoptés. En octobre, il lance la première obligation foncière sous le nouveau régime, qui obtient le AAA des agences de notation.
En 2000, des synergies avec les Caisses d’épargne sont mises en place. La foncière Simco lance une OPE amicale sur les actions de la Société des immeubles de France. Au terme de l’opération, le Crédit foncier détient 20,96 % de Simco. Il apporte la totalité des titres Simco qu’il détenait à l’offre publique d’achat initiée par Gecina.
En 2003, François Drouin est nommé président. Auprès des AGF, il acquiert Entenial, issu de la fusion du Comptoir des Entrepreneurs et de la banque La Hénin, négociation préparée par son prédécesseur, et développe fortement le Groupe,. Il vend les immeubles parisiens abritant son siège social. Les équipes emménagent fin 2003 dans le nouvel immeuble des Rives de Bercy à Charenton. La société A3C est acquise.
En 2004, le Crédit foncier fusionne avec sa filiale Entenial pour devenir le premier acteur du financement du projet immobilier en France. Le groupe acquiert 60 % du capital de Cicobail, société financière de Crédit bail immobilier. Le Crédit foncier et communal d’Alsace et de Lorraine (CFCAL) est repris. L’activité d’acquisition de créances à l’international est lancée.
En 2005, Entenial, A3C et Crédit foncier Banque fusionnent avec le Crédit foncier de France. Secundis Finance, banque spécialisée dans le crédit hypothécaire au Portugal, rebaptisée Banco Primus, est créée. Une succursale à Bruxelles est ouverte. Foncier services immobiliers est créée, elle regroupe les services destinés aux entreprises (Gemco, Gestrimelec, Keops, Soprec…).
En 2006, un bureau à Londres est ouvert. Le Crédit foncier reprend à Ixis des activités de Secteur public territorial et il y a création de l’activité de Secteur public international. Une OPA sur Locindus est lancée qui permet au GCE de se positionner en numéro deux des services financiers Crédit bail immobilier. Le pôle financement de la promotion est structuré autour de Socfim. Socfim et Picardie Bail sont acquis.
En 2007, le Crédit foncier prend le contrôle de la société de crédit-bail immobilier Locindus. En mars, Foncier Expertise, filiale du Crédit foncier, s’allie au groupe Socotec au sein d’une structure commune nommée « Fontec ». En avril, la CNCE apporte à Nexity 25 % du capital du Crédit foncier. En juillet, à l’occasion de la réforme de l’hypothèque – Ordonnance du 23 mars 2006 -, le Crédit foncier lance le prêt viager hypothécaire « Foncier Reversimmo ». Le 23 juillet, l’AGE du Crédit foncier adopte la modification des statuts de la société désormais organisée sous forme de société anonyme à conseil d’administration. En novembre 2007, Foncier Expertise obtient la certification de ses services.
En 2008, le Crédit foncier se redéploie à l’international, il porte sa participation à 85 % dans le capital de Banco Primus (sa filiale portugaise), il étend son offre en Espagne, il ouvre un bureau à Genève (tenu par la Swiss Public Finance Solutions – SPFS – créée le 18 septembre 2007 par le Crédit foncier, la Caisse d’épargne Rhône-Alpes et la Banque cantonale de Genève).
Il cède à la Banque Palatine des activités de services bancaires aux particuliers et aux professionnels et entre dans le capital de celle-ci à hauteur de 8,33 %. Le 31 mars, il entre, avec la CNCE, au capital de Maisons France Confort. En avril, La société spécialisée en diagnostics immobiliers « Foncier Diagnostics » naît de l’alliance du Crédit Foncier et du Groupe Socotec.
Le 29 janvier 2009, la CNCE acquiert la participation de 23,4 % que Nexity détenait dans le capital du Crédit foncier. Le groupe Caisse d’épargne se rapproche avec le groupe Banque populaire. Le nouvel ensemble, BPCE, est constitué juridiquement. Les assemblées générales des Caisses d’épargne et des Banques populaires votent le 31 juillet 2009 la constitution juridique du deuxième groupe bancaire français.
Le 14 janvier 2010, le Crédit foncier obtient la certification ISO 9001 du processus de l’Accueil et de la qualification de ses particuliers en gestion. Le 15 avril, il lance sa première transaction d’obligations foncières sur le marché américain. Le 17 décembre 2010, le groupe revend sa participation dans le CFCAL au Crédit mutuel Arkéa.

### Poursuite de la modernisation: 2011 à 2017
Le 28 juin 2011, Bruno Deletré remplace François Blancard au poste de directeur général du Crédit Foncier, sur proposition de François Pérol, président du directoire de la BPCE. Bruno Deletré prend officiellement ses fonctions en juillet 2011.
En novembre 2011, Bruno Deletré présente un nouveau plan stratégique 2012-2016, avec l’objectif de recentrer l’activité du Crédit Foncier sur son marché domestique et son cœur de métier, le financement de l'immobilier et du secteur public. Ce plan stratégique implique également par une réduction des frais généraux et l’arrêt des activités à l’international.
Sur la période du plan stratégique 2012-2016, le Crédit Foncier enregistre des résultats qui vont au-delà des objectifs définis fin 2011, avec un fort développement des activités commerciales sur tous ses métiers, la réduction de 76 % du portefeuille d’actifs internationaux ou encore la réduction des frais de gestion de plus de 25 %.
Sur cette même période, de nouveaux modes de refinancement ont été lancés, en complément des émissions d’obligations foncières de la Compagnie de Financement Foncier, avec le développement de la syndication et plusieurs opérations de titrisation engagées. En 2014, le Crédit Foncier a ainsi titrisé un portefeuille de 8 900 prêts immobiliers accordés à des particuliers, représentant 922 millions d’euros.
Le 12 décembre 2017, le conseil d’administration du Crédit Foncier nomme Benoît Catel directeur général du Crédit Foncier de France, en remplacement de Bruno Deletré. La nomination de Benoît Catel devient effective à partir du 1er janvier 2018.

### La fin du Crédit foncier de France (2018-2019)
Selon l'Agefi, en juin 2018, la BPCE s'apprêterait à mettre fin aux activités de l’établissement dans son périmètre actuel, dont « L'option la plus probable consisterait donc à éclater les activités du Crédit Foncier au sein de BPCE, chaque Caisse d’Épargne et Banque Populaire reprenant une partie des équipes. ».
Le 26 juin 2018, le conseil de surveillance de la BPCE annonce la fermeture du Crédit foncier et l'intégration des activités de l'organisme dans les structures existantes de BPCE.
À partir du mois de février 2019, le Crédit foncier ne distribue plus de crédits et la marque disparaît ; dès la fin du mois d'avril, 70 % des salariés ont quitté l'entreprise, dans le cadre d'un dispositif de départs volontaires.

## Activité
|                                            | 2009  |
| ------------------------------------------ | ----- |
| Production globale (milliards €)           | 14.7  |
| Encours totaux (milliards €)               | 116.2 |
| Obligations foncières (milliards €)        | 15.8  |
| Produit net bancaire (millions d'€)        | 999   |
| Résultat net part du groupe (millions d'€) | 220   |

Spécialiste du financement des projets immobiliers depuis 1852, le Crédit foncier propose aux particuliers, aux acteurs du secteur public et aux entreprises des solutions de financements immobiliers et des services à l’immobilier.

## Activité de lobbying
Pour l'année 2017, le Crédit foncier de France déclare à la Haute Autorité pour la transparence de la vie publique exercer des activités de lobbying en France pour un montant qui n'excède pas 75 000 euros.

## Les filiales du Crédit foncier
Liste des principales filiales du Crédit foncier en France et dans le monde par domaine d'activités :
| Établissement                                         | Activité principale                                           |
| ----------------------------------------------------- | ------------------------------------------------------------- |
| Cicobail                                              | Financement Corporate, Crédit-bail immobilier                 |
| Cinergie                                              | Financement Corporate, Crédit-bail immobilier                 |
| Locindus                                              | Financement Corporate, Crédit-bail immobilier                 |
| SOCFIM                                                | Promotion immobilière                                         |
| Compagnie Foncière de Crédit                          | Promotion immobilière                                         |
| Crédit Foncier Belgique (CFB),                        | Prêt hypothécaire                                             |
| Bancoprimus                                           | Financement Hypothécaire, Restructuration de dettes           |
| Quatrinvest                                           | Financement Hypothécaire, Produits packagés                   |
| Swiss Public Finance Solutions                        | Financement Public, Secteur public international              |
| Compagnie de Financement Foncier                      | Refinancement, Obligations foncières                          |
| VMG - Vauban Mobilisations Garanties                  | Refinancement, Émissions obligataires                         |
| GCE Covered Bonds                                     | Refinancement, Obligations sécurisées                         |
| Foncier Expertise                                     | Services à l'immobilier, Expertise et évaluations financières |
| Serexim                                               | Services à l'immobilier, Expertise et évaluations financières |
| Foncier Diagnostics                                   | Services à l'immobilier, Expertise et évaluations financières |
| Fontec                                                | Services à l'immobilier, Expertise et évaluations financières |
| GCE Foncier co-invest                                 | Services à l'immobilier, Expertise et évaluations financières |
| École nationale du financement de l'immobilier (ENFI) | Formation en finance de l'immobilier                          |

## Le réseau régional du Crédit foncier
| Zone                                 | Départements couverts |
| ------------------------------------ | --- |
| Aquitaine                            | Lot-et-Garonne, Charente, Charente-Maritime, Haute-Vienne, Landes, Deux-Sèvres, Dordogne, Cantal, Tarn, Pyrénées-Atlantiques, Gironde |
| Bourgogne - Franche-Comté            | Yonne, Territoire de Belfort, Doubs, Saône-et-Loire, Côte-d'Or, Jura, Nièvre, Haute-Saône                                             |
| Bretagne - Pays de Loire             | Loire-Atlantique, Maine-et-Loire, Vendée, Mayenne, Sarthe, Finistère, Morbihan, Côtes-d'Armor, Ille-et-Vilaine, Vienne                |
| Centre                               | Loir-et-Cher, Cher, Eure-et-Loir, Indre, Centre, Allier, Indre-et-Loire                                                               |
| Flandres - Picardie                  | Somme, Pas-de-Calais, Nord, Aisne, Somme                                                                                              |
| Île-de-France est                    | Seine-et-Marne, Val-de-Marne, Essonne, Meuse, Marne                                                                                   |
| Île-de-France nord                   | Seine-Saint-Denis, Oise, Val-d'Oise                                                                                                   |
| Île-de-France ouest                  | Hauts-de-Seine, Yvelines |
| Lorraine - Champagne - Alsace        | Ardennes, Vosges, Haut-Rhin, Meurthe-et-Moselle, Moselle, Aube, Marne                                                                 |
| Midi-Pyrénées - Languedoc-Roussillon | Tarn, Tarn-et-Garonne, Hérault, Corrèze, Lot, Aude, Gard, Aveyron, Haute-Garonne, Ariège, Pyrénées-Orientales                         |
| Normandie                            | Orne, Manche, Calvados, Eure, Seine-Maritime                                                                                          |
| Paris                                | Paris |
| PACA - Corse                         | Bouches-du-Rhône, Alpes-Maritimes, Vaucluse, Hautes-Alpes, Alpes-de-Haute-Provence, Monaco, Var, Corse-du-Sud, Haute-Corse            |
| Rhône-Alpes - Auvergne               | Rhône, Isère, Loire, Haute-Loire, Haute-Savoie, Savoie, Puy-de-Dôme, Ain, Ardèche, Drôme                                              |

## Liste des gouverneurs
Dirigeants du groupe :
- 1854-1857 : Charles Le Bègue de Germiny
- 1857-1877 : Louis Frémy
- 1877 : Léopold Renouard
- 1878 : Louis Grivart
- 1878-1895 : Albert Christophle
- 1895-1900 : Émile Labeyrie
- 1900-1920 : Hippolyte Morel
- 1920-1929 : Pierre Laroze
- 1929-1936 : James Leclerc
- 1936-1945 : Roger Guérin
- 1945-1955 : Henri Deroy
- 1955-1967 : Adéodat Boissard
- 1967-1977 : Roger Goetze
- 1978-1979 : Robert Blot
- 1979-1982 : Max Laxan
- 1982-1994 : Georges Bonin
- 1994-1996 : Jean-Claude Colli
- 1996-1999 : Jérôme Meyssonnier
- 1999-2004 : François Lemasson (gouverneur puis président)

### Sources
- Le Parisien : « Le doublement du prêt à taux zéro joue un rôle d’accélérateur »
- Le Parisien : « Crédit foncier : bénéfice net stable malgré une baisse des volumes de crédit »
- Challenges : « Le Crédit foncier va inaugurer un mégastore de l’immobilier »
- La Tribune : « Le Crédit foncier développe son prêt viager hypothécaire »